# Silagiu, Timiș
Silagiu colocvial Silaj, (în maghiară Nagyszilas colocvial Szilas), este o localitate componentă a orașului Buziaș din județul Timiș, Banat, România. Silagiu are un hotar deluros, foarte productiv, în care se cultivă vița de vie. Regiunea viticolă din care face parte, cea din jurul Buziașului, constituie unul din cele 5 centre viticole ale Banatului. Cele mai cunoscute vinuri din această regiune sunt: Burgund mare, Merlot, Riesling italian. Este supranumit și „satul așezat pe trei văi”.

## Geografie
Localitatea se situează la circa 4 km sud de orașul Buziaș, la poalele de NV ale Dealului Silagiu, la o altitudine medie de 128 m și este străbătută de pârâul Silagiu. Dealul Silagiu are o altitudine maximă de 324 m. 

### Vecini
Se învecinează la Nord cu Buziaș, la sud cu Izgar, Caraș-Severin, la sud-est cu Sacoșu Mare, la nord-vest cu Vucova, la sud-vest cu Nițchidorf.

## Istorie

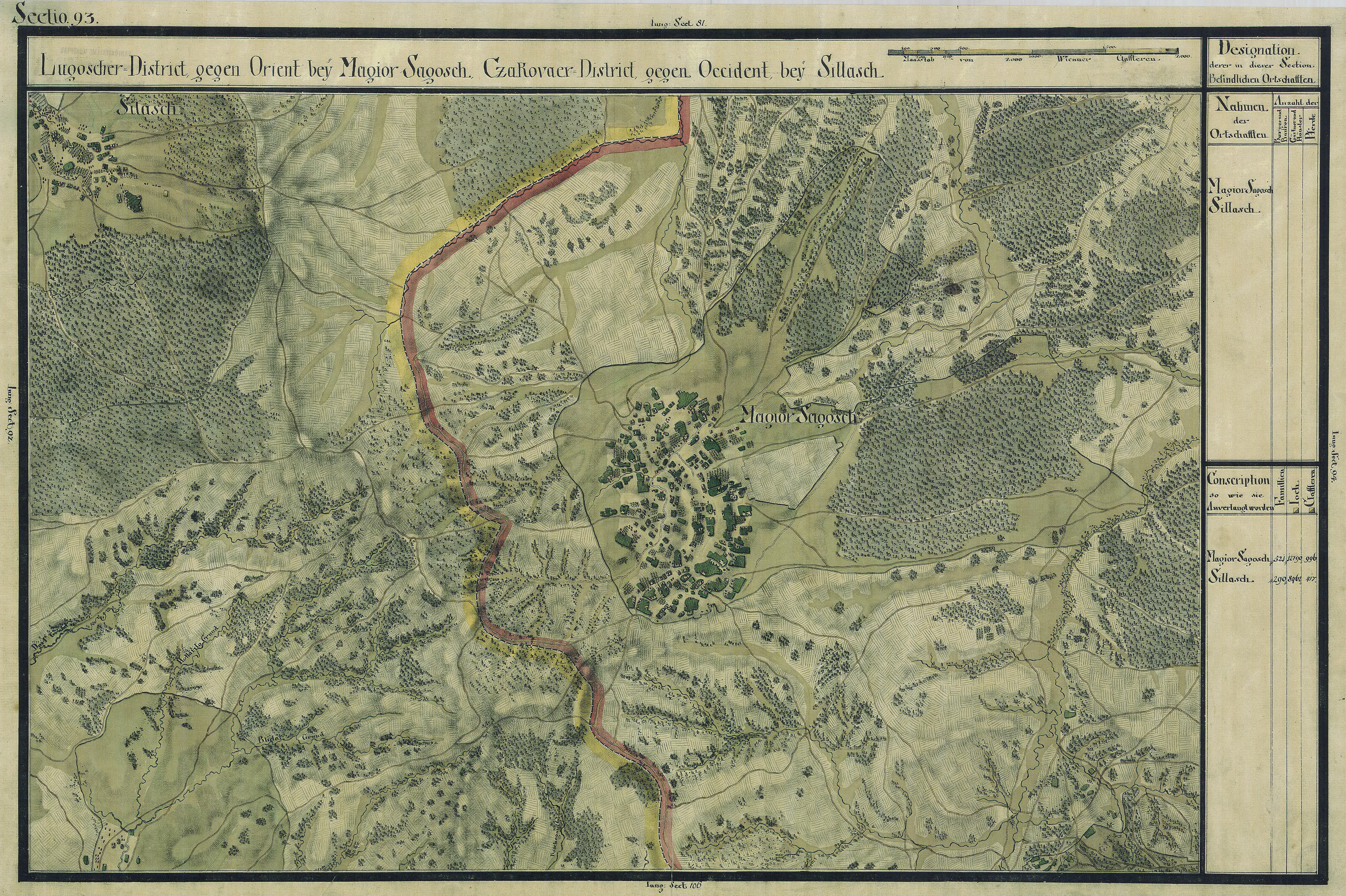
Silagiu în Harta Iosefină a Banatului, 1769-72

Silagiu este un vechi sat românesc consemnat pentru prima dată în 1406, într-un document care apare în lucrarea „Geografia medievală a Ungariei de Sud” a lui Millekes Bodog, sub numele de Zyluas. În acest document, se atestă că în anul 1406, Istvan Himfy, proprietar al Bozos-ului (Buziaș) se judecă cu Iacob, cneaz de Zyluas.
Atestat din nou în 1650 cu numele de Zilagy. Inițial au existat mai multe cătune mici, răsfirate datorită frecventelor incursiuni turcești. În tradiția satului s-a păstrat legenda care spune că preotul Zilagi sau Silagi, venit din Ardeal, a întemeiat Silagiul. Altă versiune vorbește despre un haiduc din Sălaj, cu numele de Moise Silăgeanu sau Sălăgeanu, care ar fi unificat cătunele răsfirate într-un singur sat. Helmut Wettel, în lucrarea „Der Buziascher Bezirk” (Plasa Buziaș), presupune că denumirea satului este slavă, derivată fie de la slavul Syla (stâlp, coloană), fie de la Zil (țambal) sau Silva (prună), însă nu prezintă dovezi istorice concludente care să susțină această presupunere.
În timpul ocupației otomane a Banatului, până la 1659, Ținutul Lugojului, din care făcea parte și Silagiu, a aparținut Principatelor Transilvaniei. Satul apare menționat în documente fiscale transilvănene, însă nu există multe informații detaliate despre soarta satului din această perioadă. S-a aflat însă în apropierea delimitării dintre zona otomană și cea imperială, ceea ce a avut repercusiuni asupra evoluției sale.
După cucerirea Banatului de către austrieci, s-a ținut o conscripție de către noua administrație, în 1717. La această conscripție, apare și satul Sillage, cu 60 de case, aparținând în districtul Ciacova. Biserica ortodoxă, din lemn, a fost construită în 1720, ceea ce atestă continuitatea și românitatea satului. 
După revoluția de la 1848, Imperiul habsburgic se reorganizează sub guvernarea absolutistă. Banatul devine Voivodina Sârbească și Banatul Timișan, cu limba oficială germană. În nou organizare administrativă, Silagiu aparținea de circumscripția Buziaș. În 1853 a fost construită biserica nouă, cu hramul „Înălțarea Domnului” iar între 1840-1850, aici s-au așezat coloniști germani și maghiari. În perioada 1863-1864 majoritatea familiilor au trecut de la cultul ortodox, aflat sub jurisdicție sârbească, la Biserica Română Unită, datorită înființării Episcopiei de Lugoj, cu conducere românească. Puține familii au rămas la cultul greco-oriental. Uniții au preluat școala ortodoxă și proprietățile sale, precum și capacitatea de colectare a simbriei. Între 1872-1873 uniții au construit biserică proprie.
Epidemia de holeră din 1873 a făcut peste 300 de morți. În 1892 devine comună, cu notar propriu; era o așezare mare, cu un grad ridicat de dezvoltare. Avea deja o moară cu aburi, o societate de credit iar populația trecuse de 2.000 de locuitori. Începutul secolului XX a reprezentat perioada de maximă dezvoltare. A urmat Primul război mondial în care au murit 72 de silăgeni. La Adunarea din Alba Iulia care a stabilit Unirea cu România, au participat 5 silăgeni. 
Conform Legii nr.2/1968 aparține administrativ de orașul Buziaș. În 1988 a avut loc un cutremur cu epicentrul lângă Buziaș, care a afectat mai multe case din zonă, inclusiv din Silagiu.

### Tradiția viticolă
Între 1840 - 1850 s-au stabilit câțiva coloniști maghiari și germani, de meserie viticultori. Tradiția viticolă este însă mai veche. Sigismund Ormos deținea la 1825 4 lanțe de vie și o casă, pe care le-a vândut în 1857. În însemnările sale, el vorbește despre perioadele când mergea împreună cu localnici la munca viei. În decursul secolului XIX activitatea viticolă s-a intensificat. S-au plantat soiurile Cadarcă, Majarcă, Roșu bătut, Slancamenca, hibridul „Otella”. În 1888, o epidemie de filoxera bântuie în zonă timp de trei ani, distrugând toată vița de vie. Timp de 7 ani terenurile afectate rămân pustii. În 1895 se reia cultura viței de vie. De data aceasta se aduc soiuri americane, mai productive, mai rezistente la boli și imune la filoxera. Se plantează soiuri nobile: Riesling italian, Creața, Muscat Ottonel, Muscat Hamburg, Schiller alb și roșu, Razachel, Silvaner. Viile sunt cumpărate de proprietari din Timișoara, Lugoj, Buziaș, Vârșeț și chiar Budapesta. Productivitatea crește iar vinul de Silagiu începe să devină apreciat și căutat. În consecință, suprafața cultivată cu viță de vie a crescut, localnicii au început să se specializez în domeniu, astfel încât fiecare familie avea cel puțin o vie proprie. În 1919 Silagiu avea circa 579 ha de vie. Vinurile de Silagiu au fost pentru mult timp cele mai apreciate din regiune. În perioada comunistă viile au fost  preluate de stat, producția a fost industrializată, s-a înființat un mic combinat. Acesta nu a supraviețuit perioadei de tranziție. Tradiția viticolă s-a păstrat și azi, însă la o scară mult redusă.

## Populația

### Evoluția demografică și structura etnică
Caracterul românesc al satului reiese atât din documentele vechi cât și din primele date statistice moderne care au început să fie culese de administrația imperială în secolul XIX. Reiese astfel că la recensământul din 1880, în Silagiu locuiau 1.870 de suflete, dintre care 1.691 români (90%). Restul populației era format din maghiari, germani și alții. Maghiarii și germanii s-au așezat aici după 1840 ca meșteri viticultori. Populația a crescut până în perioada înainte de primul război mondial. Numărul maxim de locuitori s-a înregistrat la recensământul din 1900: 2.2240 locuitori. În decurs de un secol, populația s-a înjumătățit. În prezent ea numără un total de 893 locuitori (2002), din care 99% români.

### Structura confesională
După înființarea Episcopiei de Lugoj în anul 1853, majoritatea ortodocșilor din Silagiu au trecut la biserica greco-catolică pentru a ieși de sub jurisdicția ierarhiei ortodoxe sârbe din Banat. Până la sfârșitul secolului al XIX-lea, după înființarea Episcopiei Caransebeșului ca sufragană a Mitropoliei Ardealului, o parte însemnată dintre ei s-au întors la ortodoxism. După unirea Banatului cu România a început un proces intens de trecere la ortodoxism. 
În secolul al XIX-lea s-a mai constituit și o comunitate romano-catolică, formată în special din maghiarii și germanii din sat. Pe măsură ce aceștia au plecat, comunitatea romano-catolică s-a diminuat și ea. În prezent majoritatea locuitorilor sunt ortodocși, celelalte religii reprezentând doar 1%. 

## Personalități
- Nicolae Râmneanțu (1869 - 1951), deputat în Marea Adunare Națională de la Alba Iulia 1918